# Lee Joong-seo
Đây là một tên người Triều Tiên, họ là Lee.
Lee Joong-seo (sinh ngày 9 tháng 6 năm 1995) là một cầu thủ bóng đá Hàn Quốc thi đấu cho Gwangju FC.